# Donda (album)
A Donda Kanye West amerikai rapper tizedik stúdióalbuma, amely 2021. augusztus 29-én jelent meg a GOOD Music és a Def Jam Recordings kiadókon keresztül. West 2021 nyarán vette fel az album nagy részét különböző helyszíneken, mint a greybulli Bighorn Mountain Ranchen, Wyomingban. Az album közreműködött többek között Sunday Service Choir, Jay-Z, Playboi Carti, Kid Cudi, The Weeknd, Vory, DaBaby és Marilyn Manson is. West és Ojivolta voltak az album fő producerei, Mike Dean, BoogzDaBeast és Dem Jointz együttműködésével.
Az album eredetileg 2020 júniusában jelent volna meg God’s Country címen, de többször is elhalasztották. A Donda első albumbemutatóját az atlantai Mercedes-Benz Stadionban, 2021. július 19-én, amelyet ugyanitt követett egy második, augusztus 5-én, amely minden idők legnagyobb Apple Music élő közvetítése volt. A harmadik és egyben utolsó bemutató augusztus 26-án volt a chicagói Soldier Fielden. Az album stílusát tekintve főleg hiphop, gospel, progresszív rap és pop, de más stíluselemek is szerepelnek benne, mint a trap és a drill. Egyszerre minimalista is maximalista, West korábbi albumaihoz képest sötétebb, szomorúbb dalszövegekkel. A témáját tekintve beszél vallásról, West válásáról Kim Kardashiantől és Donda Westről, Kanye anyjáról, akiről a nevét is kapta a lemez.
A Donda megjelenését követően West azt mondta, hogy a Universal Music Group a beleegyezése nélkül adta ki azt, amelyet a kiadó tagadott. A Hurricane volt az első kislemez az albumról, 2021 szeptemberében jelent meg és hatodik lett a Billboard Hot 100-on. Ezt követte a Life of the Party, a Believe What I Say és az Off the Grid. Az albumot méltatták és kritizálták is a zenekritikusok, legtöbben az album kohézióját emelték ki, mint probléma. Többen is méltatták a fejlődéseket West korábbi munkáihoz képest, kiemelve a kompozíciót. A lemezt ezek mellett jelölték az Év albuma és a Legjobb rapalbum díjra a 64. Grammy-gálán, míg a Jail és a Hurricane a Legjobb rapdal és a Legjobb rap/ének együttműködés díjakra kapott jelölést.
Megjelenését követően a legtöbbet streamelt album lett egy nap alatt 2021-ben, mind az Apple Musicon és a Spotifyon. A Donda West sorozatban tizedik listavezető lemeze volt a Billboard 200-on, beállítva Eminem rekordját. Tizennyolc másik országban érte még el az első helyezést, mint Ausztráliában, az Egyesült Királyságban és Franciaországban. Arany minősítést kapott az Amerikai Hanglemezgyártók Szövetségétől (RIAA), a Recorded Music NZ-től (RMNZ), az IFPI Denmarktól és a Music Canadától. Marilyn Manson és DaBaby szereplése a lemezen botrányt okozott. 2021. november 14-én kiadták az album deluxe változatát.

## Háttér
Arthur Jafa 2020. május 25-én idő előtt bejelentette a projektet Instagramon, elmondva, hogy videóklipeken dolgozott a következő albumra. 2020. június 26-án, a Yeezy és a Gap közötti közreműködés bejelentése után West elindította a #WESTDAYEVER reklámkampányt Twitteren, hogy bejelentsen különböző projekteket. Ezek közé tartozott egy videóklip a Wash Us in the Blood kislemezhez, Travis Scott közreműködésével és Jafa rendezésében. A dal eredetileg szerepelt volna a Dondán, de végül nem kapott helyet a végső számlistán. A videó négy nappal később jelent meg és az album címe ekkor God’s Countryként szerepelt. Július 13-án West megmutatott egy részletet a Donda című dalból Twitteren, amelyen anyja hallható, ahogy KRS-One Sound of da Police dalszövegét mondja, illetve egy videót, ahogy a Westek rappelnek. A dal helyét végül egy azonos című, de teljesen különböző szám vette át a lemez végső verzióján.
Július 18-án West bejelentette, hogy a címet megváltoztatták Dondára (anyja emlékére), a számlistát és, hogy július 24-én fog megjelenni. West ezt követően folyamatosan változtatott számlistákat posztolt, amelyeket később letörölt. A lemez végül nem jelent meg a tervezett dátumon. 2020 szeptemberében West több tweetben is beszélt a kapcsolatáról a Universal Musickal, főként azt mondva, hogy visszavásárolná a kiadótól felvételeinek masterjeit. A rapper ezt követően azt mondta, hogy ezt megakadályozza jelenlegi szerződése, amelyekről képeket is megosztott. Szeptember 26-án kiadott egy 39 másodperces részletet a Believe What I Sayből, Twitteren, amely feldolgozza Lauryn Hill Doo Wop (That Thing) című dalát. 2020. október 16-án West kiadta a Nah Nah Nah című kislemezt, amelyet elnökválasztási kampányának főcímdalának nevezte. Azt nem mondta el tisztán, hogy a dal szerepelni fog-e az albumon. November 13-án kiadta a Nah Nah Nah remixét DaBabyvel és 2 Chainzzel. Végül egyik dal se került fel az album végső számlistájára.
West menedzsere, Abou Thiam 2021. június 8-án a Gap Instagram posztja alá írta hozzászólásban, hogy „WestDayEver. Album OTW!,” ezzel bejelentve, hogy közel az album megjelenése. Július 17-én Consequence Instagramon osztotta meg, hogy West és Tyler, the Creator együtt dolgoznak az albumon. 2021. július 19-én Pusha T bejelentette, hogy a Mercedes-Benz Stadionban fogják bemutatni az albumot, július 22-én. A bemutató órákat késett és végül csak egy-két dalt mutattak be. Az album nem készült el időben, Mike Dean producer élőben keverte a stadionban lemezt, miközben azt bemutatták. Cyhi the Prynce fél órával a bemutató előtt vette fel verzéjét, míg West percekkel a kezdés előtt az album számlistáját módosította. A 2021-es NBA-döntő hatodik mérkőzése közben egy Beats by Dre-hirdetésben bemutatták West No Child Left Behind című dalát Sha’Carri Richardsonnal, az album megjelenési dátuma itt július 23. volt. Gesaffelstein francia producer később elmondta, hogy ő volt a dal producere, amely a második alkalom volt, hogy Westtel dolgozott, a 2013-as Yeezus lemez után. A hirdetés bemutatását követően a Def Jam tette hivatalossá a megjelenési dátumot.

## Felvételek

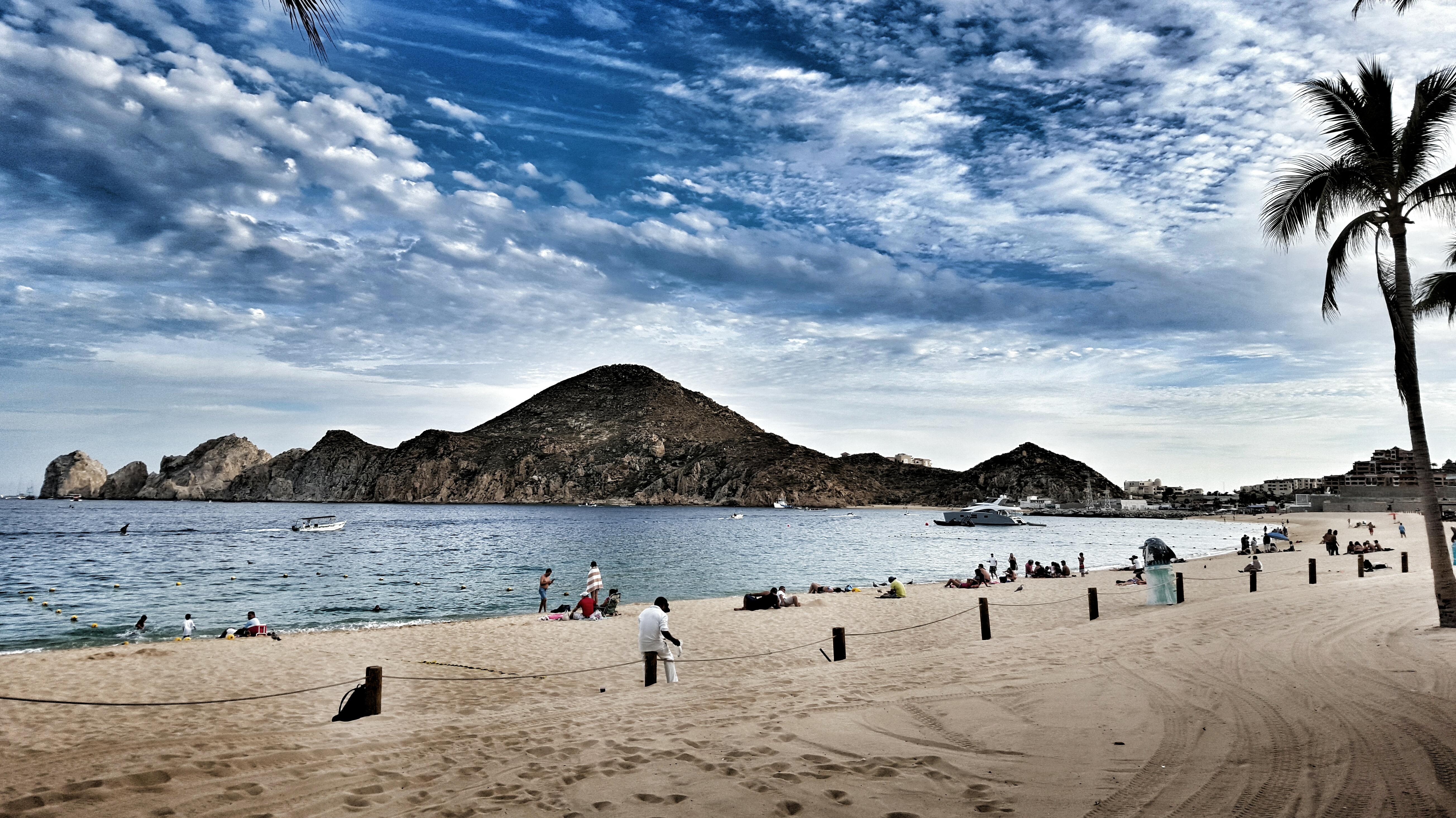
Medano Beach, Cabo San Lucasban, ahol West dolgozni kezdett az albumon.

2020 márciusában West Cabo San Lucasban kezdett el zenét felvenni Mexikóban, mielőtt visszatért volna Wyomingba a családjához a Covid19-pandémia miatt. Ugyanebben a hónapban a GOOD Music elnöke, Pusha T egy interjúban azt mondta, hogy írt Westtel az elmúlt időszakban. Pusha T 2020. március 16-án találkozott volna Westtel, hogy befejezzék a projektet, de a ritkább repülőjáratok miatt elhalasztották. 2020. március 12-én Westside Gunn és Conway the Machine Wyomingban dolgoztak együtt Westtel, amelyet később a korábbi egy Tidal-interjúban meg is erősített, azzal együtt, hogy eredetileg Mexikóba utaztak volna, ha nem szól közbe a pandémia. West a további felvételeket Bighorn Mountain Ranch (Greybull, Wyoming) farmján tartotta, amelyet 14.5 millió dollárért vásárolt. 2020. július 22-én West Wyomingba hívta Lil Babyt, hogy felvegye a versszakát a Hurricane-re, miután Twitteren azt írta, hogy „Lil Baby a kedvenc rapperem jelenleg, de nem akar dolgozni velem.” 2020 szeptemberében West Buju Bantonnal és Saint Jhnnal vett fel zenét Jamaicán.
2021. március 7-én Cyhi the Prynce egy VladTV-vel készített interjúban elmondta, hogy West ismételten elkezdett dolgozni az albumon, Kim Kardashiantől való válása közben. Május 30-án Playboi Carti csatlakozott Westhez a stúdióban. 2021. június 14-én bírósági dokumentumok alapján kiderült, hogy West Hawaiin vett fel dalokat a lemezre. Syleena Johnson egy hónappal később San Franciscóban közreműködött az albumon. Johnson egy interjúban elmondta, hogy fő közreműködése a Donda Chant volt, míg egy másik dalon is dolgozott, amely végül nem került fel a lemezre.

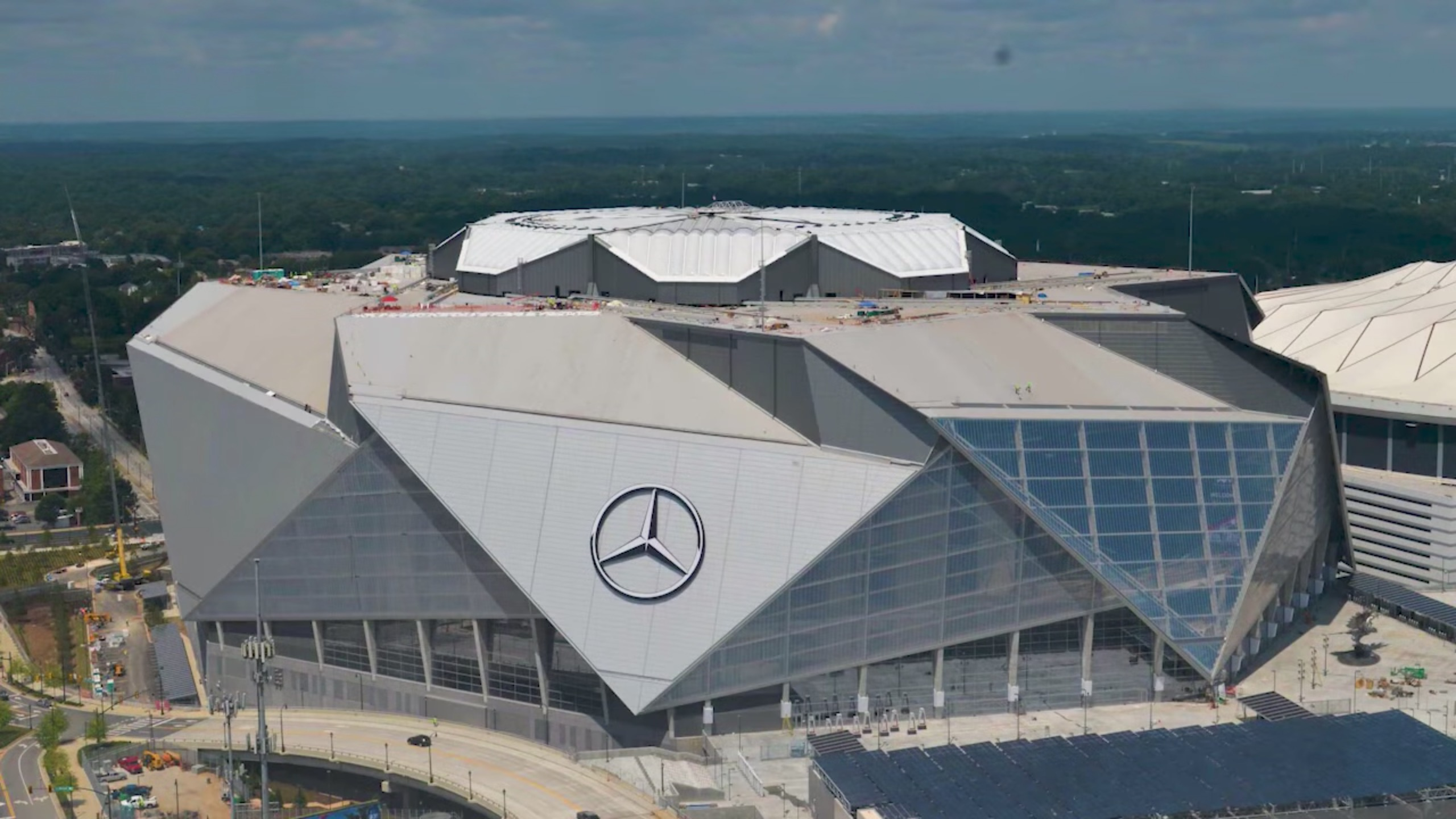
A Mercedes-Benz Stadium, ahol a két bemutatót tartották, illetve, ahol West felvette az album egy részét.

A 2021. július 22-i albumbemutatót követően West beköltözött a Mercedes-Benz Stadion egyik öltözőjébe és átalakította egy stúdióvá, hogy befejezze az albumot és annak keverését Mike Deannel. Az interneten megjelent képeken lehetett látni Playboi Carti és 2 Chainz rappereket, ahogy mindössze pár órával az album várt megjelenése előtt veszik fel közreműködéseiket. Ezek mellett hírek szerint Jay-Z is mindössze 4 órával az első bemutató előtt vette fel a vokálját. A második bemutató augusztus 5-én történt, Kanye West Presents: The Donda Album Release néven. Július 22-én Kid Cudi azt írta, hogy nem szerepel az albumon, de az augusztus 5-i eseményen lehetett hallani a Moon és a Remote Control dalokon, így Twitteren magyarázta meg a helyzetet: „Nem voltam a Dondán, mikor azt tweeteltem, hogy nem vagyok. Ye szólt a következő héten és létrehoztuk.” A 2021. augusztus közepéig West a stadionban lakott, hogy befejezze a lemezt. West menedzsere ezt követően azt nyilatkozta, hogy az augusztus 27-i bemutató után fog megjelenni a lemez. Az augusztus 27-i eseményen szerepelt DaBaby és Marilyn Manson is, West gyerekkori házának replikája előtt.

### Dalok
A Hurricane-t West eredetileg 2018 szeptemberében mutatta be Instagramon, amelyet követően a dal ki is szivárgott az internetre. Eredetileg a Yandhi albumon jelent volna meg. Miután először bemutatták, több nagyobb változtatáson is átment a dal, közreműködtek rajta olyan előadók, mint KayCyy, 6ix9ine és Ty Dolla Sign, de egyikük munkája se szerepelt a Hurricane végső kiadásán, helyüket The Weeknd kanadai énekes és Lil Baby vette át. A Never Abandon Your Family című dalt West az első két albumbemutatón premierelte 2021. július 22-én és augusztus 6-án. Ugyan a dal nem szerepelt a Donda első verzióján, helyet kapott a deluxe kiadáson. A dal eredeti címe South Carolina volt és közreműködött rajta Pusha T is, a dal főként West elnöki kampányának Dél-Karolinai eseményére utalt.
A New Again első verzióján közreműködött Chris Brown, amelyet az énekes kiszivárogtatott, miután kurvának hívta Westet. Több kritikus is rossz döntésnek nevezte a versszak eltávolítását, többek között Charlamagne tha God is, aki „rossz zenei döntés”-nek nevezte azt. Szeptember 28-án a dalt frissítették streaming platformokon, Brown helyét West és a Sunday Service Choir vette át. Soulja Boy amerikai rapper eredetileg szerepelt a Remote Controlon, de a végső kiadáson már Young Thug kapott helyet. Az album kiadása után Soulja Boy megosztott egy részletet versszakából, azzal a leírással, hogy „Bazdmeg Kanye.” West bocsánatot kért, hogy nem mondta el neki, hogy leveszi az albumról, de azt is mondta, hogy azért tette, mert rossz volt. André 3000 is dolgozott egy dalon, a kiadatlan Life of the Partyn, amelyet Las Vegasban mutattak be. A dalon West beszólt Drake-nek, aki kiszivárogtatta a dalt. A dal később az album deluxe verzióján jelent meg, a Drake-ről szóló versszakot pedig lecserélte egy másikkal.
2021. szeptember 7-én DJ Akademiks megosztott egy beszélgetést West és egy meg nem nevezett hangmérnök között, akit a rapper kirúgott azt követően, hogy nem válaszolt neki egyik reggeli üzenetére. 2021. szeptember 14-én Todd Rundgren elmondta, hogy sokat dolgozott az albumon és tolerálta a különböző témákat, de frusztrált lett, mikor nem adott neki West visszajelzést a munkájával kapcsolatban.

## Albumbemutató események

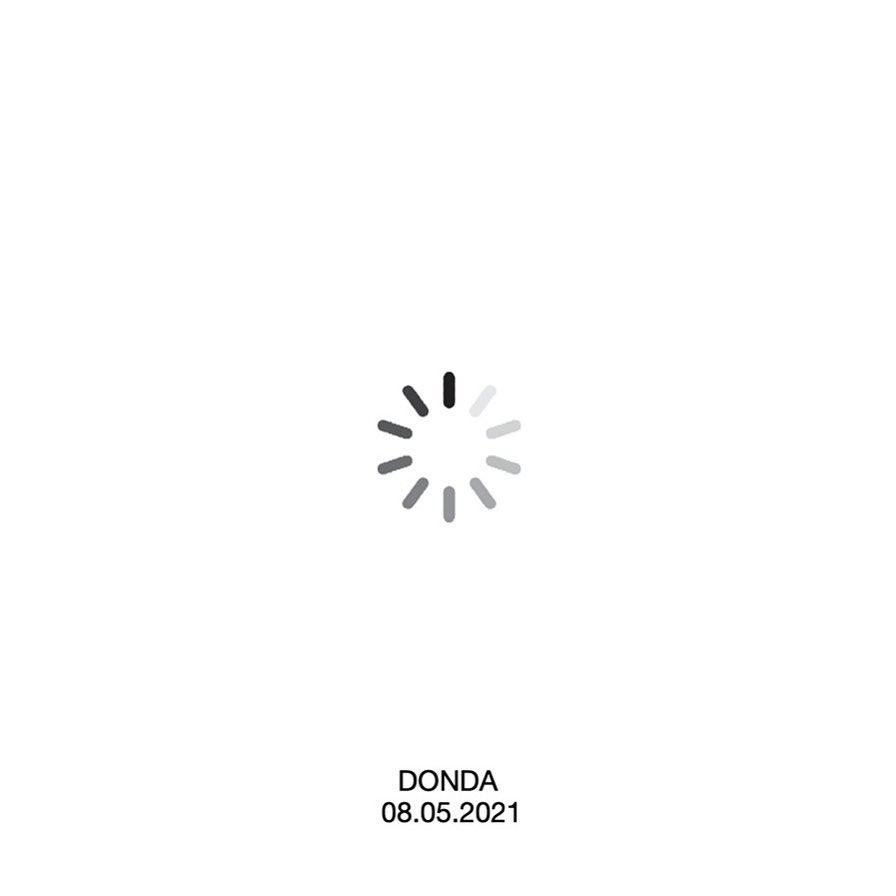
A Donda augusztus 5-i albumbemutatójának meghívója.

A Donda kiadása előtt West több albumbemutató eseményt is tartott. A bemutatók alatt bejelentettek több vendégszereplőt is, mint Lil Baby, Playboi Carti, Pusha T, Jay-Z, Lil Yachty, Vory, KayCyy, Westside Gunn, Conway the Machine, Jay Electronica, Pop Smoke, a Sunday Service Choir, DaBaby, Marilyn Manson és the Weeknd. West mindegyik bemutató után újradolgozta az albumot, megváltoztatta a közreműködő előadókat, mint ahogy azt hetedik stúdióalbumával, a The Life of Pabloval (2016) is tette. Egy Zane Lowe-vel készített interjúban Mike Dean azt mondta, hogy a folyamat nagyon érdekes volt, de egyben nagyon sokat is dolgoztak, hosszú órákat, amelyből végül „egy jó album jött ki.” Ezt a kijelentését következőképpen folytatta: „Mindegyik albumbemutató egy teszt volt,” amelyek után West „a mindenkitől összeszedett információkat használva, online kritikákat és barátok véleményét beleértve” úgy változtatta a Dondát, ahogy szerette volna.
West 2021. július 18-án tartott magánbemutatókat is Las Vegasban a ChurchLV-ben, csak meghívott személyeknek. 18:30-kor kezdődött és 20:00-kor ért véget. Kiszivárogtak klipek az eseményről, amelyen West volt látható, ahogy laptopja fölött áll, kesztyűben és egy símaszkban. West nem szólalt meg, MacBookján keresztül játszotta le a dalokat. A bemutatót követően Justin LaBoy posztolt egy képet Westtel, azt írva, hogy a Donda az év albuma.
2021. július 19-én bejelentették, hogy West tartani fog egy albumbemutatót a nagyközönségnek, Kanye West Presents: A Donda Listening Event néven, július 22-én az atlantai Mercedes-Benz Stadionban. Eredetileg 20:00-kor kezdődött volna az esemény, de az Apple Music élő adása két óra késéssel indult. West a teljes adás alatt csöndben volt és a színpadon járkált, végig egyedül. Teltházas volt a stadion, mind a 42 ezer jegy elkelt, illetve megdöntötte a rekordot a legtöbbet megtekintett Apple Music-adásért, 3.3 millió nézővel.
A Live Nation Entertainment 2021 júliusának végén megerősítette, hogy az albumnak lesz egy második bemutatója az atlantai stadionban, Kanye West Presents: The Donda Album Release néven, augusztus 5-én. Este kilenc órakor kezdődött volna. Az esemény napjának reggelétől elindult egy élő adás West szobájából a stadionban, amely az esemény 21:30-as kezdetéig futott. A bemutató sokkal nagyobb volt, mint az előző, a kör alakú színpadon felépítették West szobájának másolatát az adásból. West végig a színpad közepén állt, egy fekete öltözékben és maszkban. Az esemény végén felemelték a stadion tetejéig egy heveder segítségével, amely a mennybe jutást jelképezte. 40 ezren vettek részt a bemutatón, de csak négyen használták ki a nekik ajánlott lehetőséget, hogy beoltassák magukat a Pfizer–BioNTech-Covid19-vakcinával. Megdöntötte a West által az előző eseményen beállított Apple Music-rekordot, 5.4 millió nézőt vonzott. A bemutató alatt kiderült, hogy Kid Cudi szerepelni fog a Moon és a Remote Control dalokon, Don Toliver és Young Thug mellett. Ennek ellenére a Donda első kiadásán csak a korábbi számon volt hallható.
2021. augusztus 18-án West bejelentette a harmadik bemutatót, Kanye West Presents: The Donda Album Experience néven, amelyet augusztus 26-án tartottak a chicagói Soldier Fielden, amelyet a stadion Twitteren megerősített. Az esemény 21:00-kor kezdődött volna. 2021. augusztus 24-én kerültek nyilvánosságra felvételek, amelyen látható volt, hogy West gyerekkori otthonát építik újra a stadionban. A bemutatót élő adásban közvetítették az Apple Musicon, amely majdnem két órát késett, 22:49-kor indult el. West a ház replikájából sétált ki egy fekete ruhában, míg a stadionban lejátszottak videókat Dondáról. Westhez a ház teraszán Marilyn Manson és DaBaby csatlakozott. Az esemény végén West kisétált a házból, mielőtt felgyújtották volna a ruháját. Ezt követően levette a maszkját és újraegyesült Kim Kardashiannel.
A Soldier Field befogadóképességét korlátozták a Covid19-pandémia miatt 63 ezerről mindössze 38 ezerre. 2021. augusztus 31-én a Chicago Sun-Times azt írta, hogy azért használták a ház replikáját, mert a város nem engedélyezte, hogy West elmozdítsa eredeti szülőházát, ahogy azt eredetileg tervezte. Ezt azzal magyarázták, hogy a városon belül elmozgatni egy házat „egy nagyon bonyolult folyamat, amelyhez mérnöki jelentések és minisztériumi engedélyek is kellenek.” Végül azt mondták, hogy azért utasították el, mert „nem kaptunk kérvényt engedélyre, hogy kiássák és elmozdítsák a lakatlan házat,” illetve az ingatlan lebontásáról bírósági döntés volt folyamatban.

## Fogadtatás

### Kritika
A Dondát kevert reakciókkal fogadták a zenekritikusok. A Metacritic, amely 100 pontból ad egy átlagot, az album 53 pontot kapott, kilenc hivatásos kritika alapján.
Rhian Daly (NME) úgy érezte, hogy ugyan a Donda „nem volt elkapkodva,” a lemez lehetett volna jobb, ha „West egy kicsit kevesebb időt töltött volna rajta és megtanulta volna, mikor kell elengedni dolgokat,” azt kiemelve, hogy nagyon sok töltelék van, elég gyöngyszem között, hogy az albumot érdemes legyen hallgatni. Ed Power (The Daily Telegraph) szerint az album „tökéletesen magába foglalja önmagát, az embert: egó által van irányítva, zseniális és teljesen kimerítő,” 3/5-ös értékelést adva neki, majd összefoglalásként azt írta, hogy: „Lehet, hogy tele van hangzásokkal és tombolással – West legutóbbi munkája hiányol egy egyértelmű irányzatot.” Ezzel ellentétben Marcus Shorter (Consequence) a rapper legjobb albumának nevezte a Yeezus (2013) óta és úgy jellemezte, hogy „ambiciózus, nyers, gyengéd és sok újrahallgatás után, egy összefüggő elképzelés.” Chris Willman (Variety) pedig azt írta, hogy „szinte támadhatatlan” és kiemelte a sebességét az „utolsó négy, teljesen felesleges remix” kivételével.
Jonny Coleman (The Hollywood Reporter) negatívan értékelte az albumot és erőltetettnek nevezte: „Nehéz elképzelni, hogy ez a lemez minek a filmzenéje akar lenni. Nem party. Nem kíván önelemzést. Közvetlen hivatkozásokon kívül nem spirituális. Nem igazán rádióbarát [...] Eldobható és felejthető.” Coleman ezek mellett úgy érezte, hogy nincs rajta egyértelmű tematikus összefüggés és nem emlékezik meg eléggé West anyjáról. Roisin O’Connor, a The Independent szerzője nulla csillagot adott az albumnak, felháborodva Marilyn Manson és DaBaby jelenlétén, azt írva, hogy közreműködésüket „lehetetlen elfelejteni – vagy megbocsátani.” Mansont a szexuális zaklatási vádjai miatt, illetve DaBabyt a homofób megjegyzései miatt, amelyet pár héttel az album megjelenése előtt tett HIV-fertőzöttek felé. Kiemelte Manson szerepét, mint „megbocsáthatatlan” és, amely „rossz ízet hagy az ember szájában, amelyet semennyi jó zenei alap, gospel kórus vagy templomi orgona nem tud megtisztítani.”

### Elismerések
A Complex év végi listáján a Donda hatodik lett, míg a Time az év hetedik legjobbjának választotta. Caramanica évzáró listáján a deluxe kiadás tizedik lett, amelyről az újságíró azt mondta, hogy West Yeezus-, és Jézus-éráinak „kereszteződésében él.” A Billboard szerkesztősége 39. helyre választotta a 2021 50 legjobb albuma listán.
A 2022-es Grammy-gálán jelölték a Dondát az Év albuma díjra, az egyik utolsó választott lemezként a kategóriában. Ugyanezen a gálán van jelölése a Legjobb rapalbum kategóriában is. A Jail és a Hurricane dalokat pedig a Legjobb rapdal és a Legjobb rap/ének együttműködés díjakra kapott jelölést.

## Eladások
A Donda a Billboard 200 első helyén debütált, annak ellenére, hogy csak öt napja volt eladásainak összegyűjtésére. 309 ezer albummal egyenértékű egység kelt el belőle, amelyből 37 ezer volt albumeladás. Ezzel megelőzte Olivia Rodrigo Sour albumát és az év legsikeresebb lemeze lett. Kanye Westnek ez volt a tizedik első helyezett albuma a listán, amellyel mindössze a hetedik előadó lett, akinek ez sikerült. Ezek mellett ez volt sorozatban a tizedik listavezető albuma, beállítva Eminem rekordját. Ezek mellett elérte a keresztény zenei és a gospel listák élét is, West második albuma, amelynek ez sikerült. Az album az első helyen debütált az R&B és hiphop albumlistákon is, West tizedik ilyen albuma. A Donda 23 dala szerepelt a Billboard Hot 100-on, amellyel Westnek már 133 száma jutott fel a listára, az ötödik legsikeresebb előadó a slágerlista történetében. Ezek mellett Drake után ő lett az egyetlen előadó, akinek egyszerre 23 dala szerepelt a Hot 100-on. A legsikeresebb dal a Hurricane lett, a hatodik helyet érte el, West 19. dala a Hot 100 első húsz helyének egyikén. Mind a keresztény zenei és a gospel dallistákon az első 23 helyet a Donda dalai foglalták el, amellyel West megdöntötte saját rekordját, amit a Jesus Is Kinggel állított be két évvel korábban. Ennek következtében West a Billboard Artist 100 listán a 67. helyről az elsőre emelkedett, a harmadik hetét töltötte az élén. 2021. szeptember 15-re a Donda átlépte az 500 ezer eladott albummal egyenértékű egységet és 12 nappal később arany minősítést kapott az Amerikai Hanglemezgyártók Szövetségétől (RIAA).
Kanadában a Donda első volt az albumlistán és november 23-án arany minősítést kapott a Music Canadától (MC), 40 ezer eladott albummal egyenértékű egységért. Ezek mellett első volt az ARIA albumlistáján Ausztráliában, West negyedik listavezetője. Ezzel összesen öt hetet töltött a lista élén és kilencedik albuma volt, amely a lista első tíz helyének egyikén szerepelt. A Donda 19 dala kapott helyet az ARIA kislemezlistáján, a Hurricane volt a legsikeresebb, negyedik. Ezzel megdöntötte Taylor Swift tizenhat dalos debütáló rekordját, illetve Post Malone és Michael Jackson 17 dalos rekordját. Az album ezek mellett első volt az Új-zélandi albumlistán, majd 2021. október 4-én arany minősítést kapott a Recorded Music NZ-től (RMNZ), 7500 eladott példányért.
A Donda a hét közepi albumlistán első volt, mielőtt ugyanezen a helyen debütált volna a UK Albums Charton. Ezzel West harmadik első helyezett lemeze volt az országban és egyben az első a 2013-as Yeezus óta. Majdnem 20 ezer példány kelt el az első héten az albumból, amelyből közel 18 ezer streaming platformokról jött. A Donda huszonhét dala összesen 33.4 millió streamet gyűjtött az országban. A brit kislemezlistán három dal debütált, a legmagasabban a Hurricane, hetedik helyen. Az album első helyen nyitott az ír albumlistán, West második listavezetője az országban. A brit listához hasonlóan itt is a Hurricane volt a legsikeresebb kislemez, ugyanazon pozíciót elérve. Első volt ezek mellett még Franciaországban, Ausztriában, Belgium két régiójában, Csehországban, Dániában, Finnországban, Izlandon, Olaszországban, Litvániában, Hollandiában, Norvégiában és Svédországban is.

## Botrányok
Zenekritikusok felháborodva reagáltak, mikor a Donda augusztus 26-i albumbemutatóján kiderült, hogy DaBaby és Marilyn Manson is szerepelni fognak az albumon, a páros ellen létező homofóbiával és szexuális zaklatással kapcsolatos vádak ellenére. Jem Aswad (Variety) szerint „Westet többek között azzal vádolták az esemény után, hogy trollkodik.” Erre válaszként Ellen Durney (BuzzFeed News) azt írta, hogy „néhány rajongó” azt vélte, hogy a rapper és az énekes szerepeltetés egy „kommentár volt az eltörléskultúráról” és Alex Young (Consequence) is hasonló következtetésre jutott. West azzal védte DaBaby szereplését, hogy „ő volt az egyetlen ember, aki azt mondta nyilvánosan, hogy rám szavazna.” A People magazinnak egy meg nem nevezett forrás azt mondta, hogy West azért döntött a rapper és Marilyn Manson szerepeltetése mellett, mert „Tudja, hogy vitatott személyiségű előadók szereplése provokatív lesz és az emberek el fognak kezdeni beszélni.” Ezt követően azzal folytatta, hogy West tudja, hogy „az embereket zavarni fogja” és, hogy ellene is lesz „negatív reakció,” de azt is tudja, hogy „az emberek beszélni fognak róla, amelyet egyébként nem tettek volna.”
Marilyn Manson korábbi partnere, Evan Rachel Wood, aki szexuális erőszakkal vádolta Mansont, az NME szerint „úgy tűnt, hogy válaszolt” az énekes szereplésére. A színésznő Instagramra posztolt egy videót, amelyben feldolgozta a New Radicals You Get What You Give című számát és azt üzenete a hozzá hasonlóan vádoló túlélőket, „akiket ez arcba ütött,” hogy ne adják fel. Aaron Loose (Christianity Today) elítélte West döntését, hogy Marilyn Mansonnal és DaBabyvel dolgozzon, azt írva, hogy „egy megbocsáthatatlan inzultus a kirekesztett raprajongók felé.” Roisin O’Connor (The Independent) kritizálta a páros szereplését, akiket a „zenei világ két legutáltabb személye”-ként írt le, megbocsáthatatlannak találva szerepeltetésüket és miatta lenullázta az album értékelését. Elítélte a Universal Music kiadót, hogy jóváhagyta az album megjelentetését és megjegyezte, hogy Manson közreműködése „sokat mond a társadalom a megerőszakolás túlélői felé mutatott közönyösségről.”

## Számlista
| Donda  | Donda                | Donda | Donda                                                                         | Donda | Donda | Donda | Donda | Donda | Donda |
|        | Cím                  | Szerző(k) | Producer(ek)                                                                  | Hossz |       |       |       |       |       |
| ------ | -------------------- | --- | ----------------------------------------------------------------------------- | ----- | ----- | ----- | ----- | ----- | ----- |
| 1.     | Donda Chant          | Kanye West Syleena Johnson Malik Yusef | Kanye West                                                                    | 0:52  |       |       |       |       |       |
| 2.     | Jail                 | West Shawn Carter Charles Njapa Dwayne Abernathy Jr. John Moylett Yusef Mark Williams Michael Dean Raul Cubina Sean Solymar Warryn Campbell | West 88-Keys Mike Dean Ojivolta Dem Jointz E.Vax Sean Solymar                 | 4:57  |       |       |       |       |       |
| 3.     | God Breathed         | West Tavoris Javon Hollins Aaron Butts Brian Miller Dennis DeYoung Evan Mast Federico Vindver Yusef M. Williams Cubina Richard McGuire Salvator Principato Scott Hartley | West Arrow E.Vax Ojivolta Allday Federico Vindver                             | 5:53  |       |       |       |       |       |
| 4.     | Off the Grid         | West Jordan Carter Maxie Lee Ryles III Asif Aswad Billy Walsh Cydell Young David Ruoff Elias Klughammer Eric Sloan Yusef M. Williams Orlando Wilder Cubina Samuel Gloade Tobias Smith | West 30 Roc AyoAA Ojivolta David & Eli Sloane                                 | 5:39  |       |       |       |       |       |
| 5.     | Hurricane            | West Abel Tesfaye Dominque Armani Jones Albert Daniels Cailin Russo Njapa Christopher Ruelas C. Young Daniel Seeff Dexter Mills Henry Walter Jahmal Gwin Josh Mease Khalil Abdul-Rahman Yusef Mark Mbogo M. Williams M. Dean Nasir Pemberton O. Wilder Cubina Ronald Oneil Spence Jr. Sam Barsh T. Smith | West BoogzDaBeast DJ Khalil Mike Dean Ronny J Cirkut Ojivolta 88-Keys Nascent | 4:03  |       |       |       |       |       |
| 6.     | Praise God           | West Hykeem Carter Jacques Webster II Anthony Khan Aqeel Tate Che Smith E. Sloan Kazuhiko Kato Machiko Ryu Yusef Mbogo M. Williams Cubina S. Gloade | West 30 Roc Ojivolta Mike Dean The Twilite Tone Zen Taichi Sloane             | 3:47  |       |       |       |       |       |
| 7.     | Jonah                | West T. Hollins Durk Banks D. Mills Leonard Harris Yusef Michael Suski M. Dean O. Wilder Tahrence Brown Wesley Glass | West Audi DrtWrk Mike Dean Wheezy                                             | 3:15  |       |       |       |       |       |
| 8.     | Ok Ok                | West Denzel Charles Miles McCollum B. Walsh C. Young Louis Bell Yusef Matthew Samuels M. Ryles III O. Wilder Rennard East Terrence Thornton T. Smith | West Boi 1da Louis Bell                                                       | 3:25  |       |       |       |       |       |
| 9.     | Junya                | West J. Carter B. Walsh C. Young D. Mills Yusef M. Williams N. Pemberton Cubina R. East Roark Bailey T. Thornton Warren Trotter | West Digital Nas Ojivolta Roark Bailey                                        | 2:28  |       |       |       |       |       |
| 10.    | Believe What I Say   | West Adam Wright Anthony Markeith Reid B. Walsh Cristina Gallo C. Young D. Abernathy Isaac De Boni J. Gwin Lauryn Hill Mark Myrie M. Yusef M. Williams Michael Mulé Cubina | West Dem Jointz BoogzDaBeast FnZ Ojivolta Antman Wonder                       | 4:02  |       |       |       |       |       |
| 11.    | 24                   | West Daniels Miller D. Mills Yusef Mbogo M. Williams Cubina | West Allday Ojivolta Cory Henry Warryn Campbell                               | 3:18  |       |       |       |       |       |
| 12.    | Remote Control       | West Jeffery Williams Njapa C. Young Kevin Gomringer Yusef M. Williams M. Dean Pemberton Cubina Travis Darelle Walton Tim Gomringer | West Cubeatz Digital Nas Ojivolta 88-Keys Mike Dean Teddy Walton              | 3:19  |       |       |       |       |       |
| 13.    | Moon                 | West Caleb Zackery Toliver Scott Mescudi J. Gwin K. Rahman Yusef Mast | West E.Vax BoogzDaBeast DJ Khalil                                             | 2:36  |       |       |       |       |       |
| 14.    | Heaven and Hell      | West Andrew Dawson B. Walsh C. Njapa C. Young Edgar Nabeyin Panford J. Gwin Yusef M. Williams Michael Oliver Nima Jahanbin O. Wilder Paimon Jahanbin Cubina T. Smith | West 88-Keys BoogzDaBeast Nabeyin Ojivolta Wallis Lane Andrew Dawson          | 2:25  |       |       |       |       |       |
| 15.    | Donda                | West Catherine Bollinger De Boni J. Gwin John Flynn Trainium Yusef M. Williams M. Mulé Cubina | West BoogzDaBeast FnZ Ojivolta                                                | 2:08  |       |       |       |       |       |
| 16.    | Keep My Spirit Alive | West Alvin Worthy Desmond Price Darius Woodley Mbogo Abernathy De Boni J. Gwin Lawrence Parker Yusef M. Williams M. Mulé Cubina Rico Nichols | West BoogzDaBeast FnZ Ojivolta Darius Woodley Dem Jointz Rico Nichols         | 3:41  |       |       |       |       |       |
| 17.    | Jesus Lord           | West Elpadro F. Electronica Allah Larry Hoover Jr. Kasseem Dean Yusef M. Dean Mike Lévy | West Swizz Beatz Gesaffelstein Mike Dean                                      | 8:59  |       |       |       |       |       |
| 18.    | New Again            | West C. Njapa Abernathy Jacqueline Cummings J. Gwin Laraya Robinson Magnus Lidehäll Yusef M. Williams N. Jahanbin P. Jahanbin Cubina Salem Al Fakir | West BoogzDaBeast Ojivolta Dem Jointz Mia Wallis Wallis Lane 88-Keys          | 3:03  |       |       |       |       |       |
| 19.    | Tell the Vision      | West Bashar Jackson Angie Martinez De Boni J. Gwin Jalil Peraza Luke Doyley Yusef M. Williams M. Mulé Cubina Ricardo Lamarre Samuel Jackson T. Thornton Thomas Whitfield | West BoogzDaBeast FnZ Ojivolta                                                | 1:44  |       |       |       |       |       |
| 20.    | Lord I Need You      | West Anthony Charles Williams II Carlos St. John Phillips De Boni J. Gwin Lee Stashenko M. Mulé W. Glass Mast | West BoogzDaBeast E.Vax FnZ Wheezy Fallen Ojivolta                            | 2:42  |       |       |       |       |       |
| 21.    | Pure Souls           | West Rodrick Wayne Moore, Jr. Chinsea Lee Bastian Völkel Christoph Bauss C. Young D. Mills Donny Flores J. Gwin L. Harris Yusef M. Williams M. Dean O. Wilder Raphael Saadiq Cubina Simon David Plummer Tim Friedrich Tyshane Thompson W. Trotter                                                        | West BoogzDaBeast Bastian Völkel Mike Dean Ojivolta Shuko Sucuki Fya Man      | 5:59  |       |       |       |       |       |
| 22.    | Come to Life         | West B. Walsh Jeff Bhasker Yusef M. Williams M. Dean Cubina Campbell | West Jeff Bhasker Ojivolta Warryn Campbell Mike Dean                          | 5:10  |       |       |       |       |       |
| 23.    | No Child Left Behind | West T. Hollins Douglas Brown Frankie Smith J. Gwin Jahshua Brown Yusef M. Levy | West BoogzDaBeast Gesaffelstein Cashmere Brown                                | 2:58  |       |       |       |       |       |
| 24.    | Jail pt 2            | West Jonathan Kirk Brian Warner C. Njapa Abernathy Moylett Yusef M. Williams M. Dean Cubina Solymar Campbell | West 88-Keys Mike Dean Ojivolta Dem Jointz E.Vax Sean Solymar                 | 4:57  |       |       |       |       |       |
| 25.    | Ok Ok pt 2           | West D. Charles C. Lee M. Ryles III C. Young D. Flores Bell Yusef M. Samuels O. Wilder R. East S. Plummer T. Thornton T. Smith T. Thompson | West Boi 1da Louis Bell                                                       | 3:25  |       |       |       |       |       |
| 26.    | Junya pt 2           | West Carter Tyrone Griffin Jr. B. Walsh C. Young D. Mills Yusef M. Williams N. Pemberton Cubina R. East R. Bailey T. Thornton W. Trotter | West Digital Nas Ojivolta Roark Bailey                                        | 3:03  |       |       |       |       |       |
| 27.    | Jesus Lord pt 2      | West David Styles Allah Jason Phillips Sean Jacobs K. Dean Hoover Yusef M. Dean M. Lévy | West Swizz Beatz Gesaffelstein Mike Dean                                      | 11:31 |       |       |       |       |       |
| 108:49 |                      | |                                                                               |       |       |       |       |       |       |

| Donda (Deluxe) | Donda (Deluxe)                     | Donda (Deluxe) | Donda (Deluxe)                                                                           | Donda (Deluxe) | Donda (Deluxe) | Donda (Deluxe) | Donda (Deluxe) | Donda (Deluxe) | Donda (Deluxe) |
|                | Cím                                | Szerző(k) | Producer(ek)                                                                             | Hossz          |                |                |                |                |                |
| -------------- | ---------------------------------- | --- | ---------------------------------------------------------------------------------------- | -------------- | -------------- | -------------- | -------------- | -------------- | -------------- |
| 1.             | Donda Chant                        | West Johnson Yusef | West                                                                                     | 0:52           |                |                |                |                |                |
| 2.             | Hurricane                          | West Tesfaye Jones Mbogo Cydel Young Dexter Mills Yusef Pemberton Wilder Mease Albert Daniels Seeff Barsh Tobias Smith Gwin M. Dean Abdul-Rahman Spence M. Williams Cubina Walter Njapa Ruelas | West BoogzDaBeast Dean DJ Khalil Ronny J Ojivolta Cirkut 88-Keys Nascent                 | 4:03           |                |                |                |                |                |
| 3.             | Moon                               | West Toliver Mescudi Yusef Mast Gwin Abdul-Rahman | West E.Vax BoogzDaBeast DJ Khalil                                                        | 2:36           |                |                |                |                |                |
| 4.             | Life of the Party (André 3000-del) | West André Benjamin Terrence Thornton Yusuf East Miller Gwin Khan Vindver M. Williams Cubina Abernathy Derek Watkins Norma Toney Jack Hansen Bruce Kirkman Paul Anastasio                      | West All Day BoogzDaBeast The Twilite Tone Vindver Ojivolta Dem Jointz Fonzworth Bentley | 6:31           |                |                |                |                |                |
| 5.             | Off the Grid                       | West Carter Ryles C. Young Yusef Billy Walsh Wilder T. Smith Gloade M. Williams Cubina Asif Ruoff Klughammer Sloan                                                                             | West 30 Roc Ojivolta AyoAA David x Eli Sloane                                            | 5:39           |                |                |                |                |                |
| 6.             | Jail                               | West S. Carter Yusef Campbell Njapa M. Dean M. Williams Cubina Abernathy Solymar Moylett | West 88-Keys Dean Ojivolta Dem Jointz E.Vax Solymar                                      | 4:57           |                |                |                |                |                |
| 7.             | Praise God                         | West Webster H. Carter Che Smith Yusef Mbogo Gloade M. Williams Cubina Khan Tate Sloan | West 30 Roc Ojivolta The Twilite Tone Zentachi Dean Sloane                               | 3:46           |                |                |                |                |                |
| 8.             | Come to Life                       | West Yusef Walsh Bhasker M. Williams Cubina Campbell M. Dean | West Bhasker Ojivolta Campbell Dean                                                      | 5:10           |                |                |                |                |                |
| 9.             | Believe What I Say                 | West Myrie C. Young Yusef Walsh Gallo Adam Wright Abernathy Mulé De Boni M. Williams Cubina Gwin Reid                                                                                          | West Dem Jointz FnZ Ojivolta BoogzDaBeast Antman Wonder                                  | 4:02           |                |                |                |                |                |
| 10.            | No Child Left Behind               | West Hollins Yusef Gwin Lévy J. Brown Douglas Brown Franklyn Smith | West BoogzDaBeast Gesaffelstein Cashmere Brown                                           | 2:58           |                |                |                |                |                |
| 11.            | Up from the Ashes                  | West Nikisha Grier T. Thornton Gene Thornton East Matthew Leon Alex Ernewein Timothy Mosley Vindver Angel Lopez                                                                                | West Sean Leon Alex Ernewein Timbaland Vindver Angel Lopez                               | 2:42           |                |                |                |                |                |
| 12.            | Remote Control pt 2                | West J. Williams Mescudi C. Young Yusef Pemberton K. Gomringer T. Gomringer M. Williams Cubina Njapa M. Dean Walton                                                                            | West Digital Nas Cubeatz Ojivolta 88-Keys Dean Walton                                    | 5:23           |                |                |                |                |                |
| 13.            | God Breathed                       | West Hollins Yusef Mast M. Williams Cubina Aaron Butts Vindver Miller McGuire Principato D. Young Hartley                                                                                      | West E.Vax Ojivolta Arrow Vindver All Day                                                | 5:33           |                |                |                |                |                |
| 14.            | Lord I Need You                    | West A. Phillips Lee Stashenko Gwin Glass Mulé De Boni Mast Anthony Williams II | West BoogzDaBeast Wheezy FnZ E.Vax Ojivolta Fallen                                       | 2:42           |                |                |                |                |                |
| 15.            | 24                                 | West Mbogo Mills Yusef Daniels Miller M. Williams Cubina Campbell | West All Day Ojivolta Campbell Henry                                                     | 3:17           |                |                |                |                |                |
| 16.            | Junya                              | West J. Carter C. Young T. Thornton Mills Yusef Walsh Warren Trotter East Pemberton M. Williams Cubina Bailey                                                                                  | West Digital Nas Ojivolta Bailey                                                         | 2:27           |                |                |                |                |                |
| 17.            | Never Abandon Your Family          | West Bell Yusef Walsh Daniels M. Williams Cubina Evan Mast | West Ojivolta E.VAX                                                                      | 3:27           |                |                |                |                |                |
| 18.            | Donda                              | West Yusef Gwin Mulé De Boni M. Williams Cubina Catherine Bollinger John Trainum | West BoogzDaBeast FnZ Ojivolta                                                           | 2:08           |                |                |                |                |                |
| 19.            | Keep My Spirit Alive               | West Mbogo Yusef Gwin Mulé De Boni M. Williams Cubina Abernathy Woodley Nichols Parker | West BoogzDaBeast FnZ Ojivolta Dem Jointz Woodley Nichols                                | 3:41           |                |                |                |                |                |
| 20.            | Jesus Lord pt 2                    | West Yusef Allah J. Phillips Styles Jacobs Hoover K. Dean Lévy M. Dean | West Swizz Beatz Gesaffelstein Dean                                                      | 12:05          |                |                |                |                |                |
| 21.            | Heaven and Hell                    | West Young Yusef Walsh Wilder T. Smith Michael Oliver Njapa Gwin M. Williams Cubina N. Jahanbin P. Jahanbin Panford                                                                            | West 88-Keys BoogzDaBeast Ojivolta Wallis Lane Nabeyin                                   | 2:25           |                |                |                |                |                |
| 22.            | Remote Control                     | West J. Williams C. Young Yusef Pemberton K. Gomringer T. Gomringer M. Williams Cubina Njapa M. Dean Walton                                                                                    | West Digital Nas Cubeatz Ojivolta 88-Keys Dean Walton                                    | 3:18           |                |                |                |                |                |
| 23.            | Tell the Vision                    | West B. Jackson Yusef Jalil Peraza Samuel Jackson Gwin Mulé De Boni M. Williams Cubina T. Thornton Ricardo Lamarre Thomas Whitfield Angie Martinez                                             | West BoogzDaBeast FnZ Ojivolta                                                           | 1:44           |                |                |                |                |                |
| 24.            | Jonah                              | West Banks Hollins C. Young Mills Yusef Leonard Harris Daniels Wilder Suski T. Brown Glass M. Dean                                                                                             | West DrtWrk TT Audi Wheezy Dean                                                          | 3:15           |                |                |                |                |                |
| 25.            | Pure Souls                         | West Moore Lee C. Young Thompson Mills Saadiq Yusef Harris Trotter Plummer Flores Gwin M. Williams Cubina M. Dean Friedrich Bauss Völkel Wilder                                                | West BoogzDaBeast Ojivolta Dean Sucuki Shuko Bastian Völke Fya Man                       | 5:58           |                |                |                |                |                |
| 26.            | Ok Ok                              | West McCollum Charles Ryles C. Young T. Thornton Yusef Walsh Wilder East T. Smith Samuels Bell                                                                                                 | West Boi-1da Bell                                                                        | 3:24           |                |                |                |                |                |
| 27.            | New Again                          | West Yusef Gwin Abernathy M. Williams Cubina N. Jahanbin P. Jahanbin Robinson Njapa Jacqueline Cummings Magnus Lidehäll Salem Al Fakir                                                         | West BoogzDaBeast Dem Jointz Ojivolta Wallis Lane Mia Wallis 88-Keys                     | 3:03           |                |                |                |                |                |
| 28.            | Jesus Lord                         | West Allah Yusef Hoover K. Dean Lévy M. Dean | West Swizz Beatz Gesaffelstein Dean                                                      | 9:33           |                |                |                |                |                |
| 29.            | Ok Ok pt 2                         | West Charles Lee Ryles C. Young T. Thornton Thompson Yusef Walsh Wilder East T. Smith Plummer Flores Samuels Bell                                                                              | West Boi-1da Bell                                                                        | 2:34           |                |                |                |                |                |
| 30.            | Junya pt 2                         | West J. Carter Griffin C. Young T. Thornton Mills Yusef Walsh Trotter East Pemberton M. Williams Cubina Bailey                                                                                 | West Digital Nas Ojivolta Bailey                                                         | 3:02           |                |                |                |                |                |
| 31.            | Jail pt 2                          | West Kirk Warner Yusef Campbell Moylett Njapa M. Dean M. Williams Cubina Abernathy Solymar | West 88-Keys Dean Ojivolta Dem Jointz E.Vax Solymar                                      | 4:56           |                |                |                |                |                |
| 32.            | Keep My Spirit Alive pt 2          | West Mbogo Yusef Gwin Mulé De Boni M. Williams Cubina Abernathy Woodley Nichols Parker | West BoogzDaBeast FnZ Ojivolta Dem Jointz Woodley Nichols                                | 3:41           |                |                |                |                |                |
| 2:10:52        |                                    | |                                                                                          |                |                |                |                |                |                |

Nem megjelölt közreműködők
- Jail: Jay-Z.
- God Breathed: Vory.
- Off the Grid: Playboi Carti és Fivio Foreign.
- Hurricane: Lil Baby és the Weeknd.
- Praise God: Baby Keem és Travis Scott.
- Jonah: Lil Durk és Vory.
- Ok Ok: Lil Yachty és Rooga.
- Junya: Playboi Carti.
- 24: Vory.
- Remote Control: Young Thug.
- Moon: Don Toliver és Kid Cudi.
- Keep My Spirit Alive: Westside Gunn és Conway the Machine.
- Jesus Lord: Jay Electronica.
- Tell the Vision: Pop Smoke.
- Pure Souls: Roddy Ricch és Shenseea.
- No Child Left Behind: Vory.
- Jail pt 2: DaBaby és Marilyn Manson.
- Ok Ok pt 2: Rooga és Shenseea.
- Junya pt 2: Playboi Carti és Ty Dolla Sign.
- Jesus Lord pt 2: Jay Electronica, The Lox és Swizz Beatz.

Donda (Deluxe)
- Keep My Spirit Alive pt 2: KayCyy, Westside Gunn és Conway the Machine.
- Remote Control pt 2: Young Thug és Kid Cudi.
- Come to Life: Tyler, the Creator.

Feldolgozott dalok
- God Breathed: Bell Head, eredetileg: Liquid Liquid; It Won’t Be Long, eredetileg: Andraé Crouch
- Believe What I Say: Doo Woop (That Thing), eredetileg: Lauryn Hill[124]
- Remote Control: Lil Globglogabgalab, eredetileg: Grandayy (Youtuber), amely feldolgozza a Strawinsky and the Mysterious House film részletét[125]
- Heaven and Hell: Heaven and Hell Is on Earth, eredetileg: 20th Century Steel Band; Arena, eredetileg: The Drum Broker
- Lord I Need You: Make Me Over, szerezte: Anthony Charles Williams II, előadta: Briana Babineaux.[126]
- Life of the Party: I Was the Life of the Party, szerezte: Norma Toney, előadta: The Dramatics.
- New Again: As 1, szerezte: Jacqueline Mapei Cummings, Magnus Lidehäll és Salem Al Fakir, eredetileg: Mapei[127]

## Közreműködők

### Zenészek
| - Dem Jointz – további vokál (2, 10, 24) - Sunday Service Choir – további vokál (2, 11, 15, 18, 20) - KayCyy – további vokál (5, 11, 16) - Fivio Foreign – további vokál (8, 25) - Buju Banton – további vokál (10) - Stalone – további vokál (10, 15) - MUSYCA Children's Choir – további vokál (15) - The World Famous Tony Williams – további vokál (15) | - Larry Hoover Jr. – további vokál (17, 27) - Sam Barsh – billentyűk (5) - Daniel Seeff – billentyűk (5) - John Mease – billentyűk (5) - Cory Henry – orgona (11) - Brandee Younger – hárfa (12) - Nikki Grier – kórus hangszerelés (2, 5, 11, 18, 20, 24) - Jason White – kórus hangszerelés (2, 5, 11, 18, 20, 24) |

### Utómunka
| - Kanye West – producer, dalszerző - Mike Dean – producer, dalszerző - 88 Keys – producer - 30 Roc – producer - AllDay – producer - Arrow Sunday – producer - AyoAA – producer - Boi-1da – producer - BoogzDaBeast – producer - Cubeatz – producer - Digital Nas – producer - DJ Khalil – producer - DrtWrk – producer - E.Vax – producer - Gesaffelstein – producer - Jeff Bhasker – producer, dalszerző - Ojivolta – producer - Ronny J – producer - Swizz Beats – producer - TT Audi – producer - Warryn Campbell – producer, dalszerző | - Maurizio "Irko" Sera – keverő hangmérnök (összes) - Alejandro Rodriguez-Dawsøn – hangmérnök (1-9, 11-18, 20-22, 24-27) - Will Chason – hangmérnök (1, 4, 6-9, 15, 20, 23, 25-26) - Gimel Keaton – hangmérnök (2, 24) - Josh Berg – hangmérnök (2-27) - Mikalai Skrobat – hangmérnök (2-18, 20-22, 24-27) - Dem Jointz – hangmérnök (10, 15) - Drrique Rendeer – hangmérnök (4, 13, 17, 27) - James Kelso – hangmérnök (4, 13, 17, 27) - Jonathan Pfzar – hangmérnök (12, 15, 20, 24) - Lorenzo Wolff – hangmérnök (4) - Shin Kamiyama – hangmérnök (5) - Devon Wilson – hangmérnök (6) - Nagaris Johnson – hangmérnök (15) - Todd Bergman – hangmérnök (15, 20) - Kalam Ali Muttalib – hangmérnök (16) - Rashade Benani Bevel – hangmérnök (16) - Jess Jackson – hangmérnök (19) - Scott McDowell – hangmérnök (23) - Louis Bell – hangszerkesztés (2-8, 10-12, 14, 16-18, 20-22, 24-25, 27) - Stef Moro – keverő asszisztens (3, 22) |

## Albumlisták
| Albumlista (2021)                         | Legmagasabb pozíció |
| ----------------------------------------- | ------------------- |
| Ausztrál albumlista (ARIA)                | 1                   |
| Ausztrál R&B/Hiphop albumlista (ARIA)     | 1                   |
| Belga albumlista (Ultratop Flanders)      | 1                   |
| Belga albumlista (Ultratop Wallonia)      | 1                   |
| Cseh albumlista (ČNS IFPI)                | 1                   |
| Finn albumlista (Suomen virallinen lista) | 1                   |
| Francia albumlista (SNEP)                 | 1                   |
| Holland albumlista (Album Top 100)        | 1                   |
| Német albumlista (Offizielle Top 100)     | 4                   |
| Német Hiphop albumlista (Top 20 Hip Hop)  | 1                   |
| Izlandi albumlista (Plötutíóindi)         | 1                   |
| Ír albumlista (OCC)                       | 1                   |
| Japán Hot albumlista (Billboard Japan)    | 21                  |
| Kanadai albumlista (Billboard)            | 1                   |
| Olasz albumlista (FIMI)                   | 1                   |
| Osztrák albumlista (Ö3 Austria)           | 1                   |
| Litván albumlista (AGATA)                 | 1                   |
| Új-Zéland-i albumlista (RMNZ)             | 1                   |
| Norvég albumlista (VG-lista)              | 1                   |
| Svájci albumlista (Schweizer Hitparade)   | 2                   |
| Svéd albumlista (Sverigetopplistan)       | 1                   |
| Szlovák albumlista (ČNS IFPI)             | 2                   |
| Brit albumlista (OCC)                     | 1                   |
| Brit R&B-albumok (OCC)                    | 1                   |
| US Billboard 200                          | 1                   |
| US Christian Albums (Billboard)           | 1                   |
| US Top Gospel Albums (Billboard)          | 1                   |
| US Top R&B/Hip-Hop Albums (Billboard)     | 1                   |

| Albumlista (2021)                       | Pozíció |
| --------------------------------------- | ------- |
| Kanadai albumlista (Billboard)          | 28      |
| Osztrák albumlista (Ö3 Austria)         | 63      |
| Svájci albumlista (Schweizer Hitparade) | 34      |
| US Billboard 200                        | 39      |
| US Christian Albums (Billboard)         | 1       |
| US Top Gospel Albums (Billboard)        | 1       |
| US Top R&B/Hip-Hop Albums (Billboard)   | 19      |

## Minősítések
| Régió                    | Minősítés  | Példányszám |
| ------------------------ | ---------- | ----------- |
| Dánia (IFPI Denmark)     | Aranylemez | 10 000      |
| Egyesült Államok (RIAA)  | Aranylemez | 500 000     |
| Egyesült Királyság (BPI) | Ezüstlemez | 60 000      |
| Kanada (Music Canada)    | Aranylemez | 40 000      |
| Új-Zéland (RMNZ)         | Aranylemez | 7 500       |

## Kiadások
| Régió       | Dátum               | Formátumok                       | Kiadó      | For.    |
| ----------- | ------------------- | -------------------------------- | ---------- | ------- |
| Világszerte | 2021. augusztus 29. | - digitális letöltés - streaming | GOOD Music | [ 163 ] |